# جان فرانسوا غيليس كولسون
جان فرانسوا غيليس كولسون (بالفرنسية: Jean-François Colson)‏ هو رسام ومهندس معماري فرنسي، ولد في 2 مارس 1733 في ديجون في فرنسا، وتوفي في 1 مارس 1803 في باريس في فرنسا.